# الیزابت واگنر رید
الیزابت واگنر رید (انگلیسی: Elizabeth Wagner Reed; ۲۷ اوت ۱۹۱۲ – ۱۴ ژوئیهٔ ۱۹۹۶)
الیزابت واگنر رید (۲۷ اوت ۱۹۱۲ – ۱۴ ژوئیه ۱۹۹۶) یک ژنتیک‌دان آمریکایی و یکی از نخستین دانشمندانی بود که بر روی دروزوفیلا گونه‌زایی کار کرد. او دوره‌های مطالعات زنان تدریس می‌کرد و علاقه ویژه‌ای به پژوهش‌هایی داشت که با هدف بازسازی تاریخ زنان دانشمند سده نوزدهم انجام می‌شد.
رید که در فیلیپین از مادری پرستار اهل ایرلند شمالی و پدری کارمند دولتی آمریکایی زاده شد، در کرول، اوهایو رشد یافت. پس از دریافت مدارک کارشناسی، کارشناسی ارشد و دکتری از دانشگاه ایالتی اوهایو، به تدریس با تمرکز بر ژنتیک پرداخت. در دهه ۱۹۴۰، او به همراه همسرش در ایستگاه تحقیقاتی کشاورزی تگزاس بر روی ژنتیک گیاهان کار کرد. پس از کشته شدن همسرش در جریان جنگ جهانی دوم، به اوهایو بازگشت و در بنیاد پژوهشی دانشگاه ایالتی اوهایو روی پنی‌سیلین مطالعه کرد.
پس از ازدواج دوم با شلدون سی. رید، این زوج در زمینه تحقیقاتی همکاری کردند؛ ابتدا در دانشگاه هاروارد و از سال ۱۹۴۷ در مؤسسه دایت برای ژنتیک انسانی در دانشگاه مینه‌سوتا. از آنجا که همسرش مدیریت مؤسسه را بر عهده داشت و قوانین ضد خویشاوندسالاری در آنجا اجرا می‌شد، هرچند رید در مؤسسه ایستگاه کاری داشت، اما تا دهه ۱۹۷۰ به‌عنوان عضو رسمی فهرست نشده بود. او یکی از معدود زنان پیشگام در حوزه ژنتیک بود. پژوهش‌های نخستین او بر روی فرگشت گونه‌ها متمرکز بود و در این زمینه، تجزیه و تحلیل آماری و مقایسه تفاوت‌های ظریف در جنس مگس سرکه را انجام داد. بعدها، با تغییر تمرکز او و همسرش به ژنتیک انسانی، آن‌ها پژوهش‌هایی دربارهٔ ناهنجاری مادرزادی و بیماری‌ها منتشر کردند. این زوج طرفدار مشاوره ژنتیک مبتنی بر درک چگونگی وقوع این اختلالات، به‌ویژه در ارتباط با برنامه‌ریزی خانوادگی بودند.
علاوه بر کار ژنتیکی، رید دربارهٔ جنسیت‌گرایی علیه زنان دانشمند نیز مطالبی نوشت. او که از فعالان حقوق زنان بود، نه‌تنها در تلاش برای راهنمایی زنان دیگر در این حرفه بود، بلکه در بازسازی تاریخ زنان دانشمند نیز مشارکت داشت. کتاب او با عنوان زنان آمریکایی در علم پیش از جنگ داخلی (۱۹۹۲)، مشارکت‌ها و زندگینامه‌های بیست‌ودو زنی را که پیش از جنگ داخلی آمریکا در زمینه‌های علمی منتشر کرده بودند، بازیابی کرد. از جمله این افراد می‌توان به یونیس نیوتن فوت و مری آملیا سوئیفت اشاره کرد. میراث علمی رید تحت‌الشعاع شهرت همسرش قرار گرفته بود تا اینکه در سال ۲۰۲۰، مارتا ولاسکو مارتین دوباره به بررسی و شناسایی سهم او پرداخت.

## سال‌های نخستین و تحصیلات

نقشه جزیره لوزون

الیزابت کللند واگنر در ۲۷ اوت ۱۹۱۲، در باگیو، واقع در جزیره لوزون (جزیره)، در فیلیپین به دنیا آمد. پدر و مادر او کاترین (با نام خانوادگی کللند) و جان او. واگنر بودند. مادرش اهل کیلیلیگ، ایرلند شمالی بود و به‌عنوان پرستار و مربی پرستاری در فیلیپین کار می‌کرد که با همسر آینده‌اش آشنا شد. پدرش در جنگ آمریکا و اسپانیا خدمت کرده و پس از آن در دوره‌ای که فیلیپین یک قلمرو ایالات متحده آمریکا بود، در مشاغل مختلف خدمات دولتی از جمله مترجمی دادگاه و منشی فرماندار ماونتین (فیلیپین) در لوزون فعالیت داشت. او تنها یک خواهر یا برادر داشت که در نوزادی درگذشت. در سال ۱۹۱۷، خانواده به ایالت اوهایو، زادگاه واگنر، بازگشتند و در شهرستان فیرفیلد، اوهایو ساکن شدند، جایی که پدرش یک باغ میوه راه‌اندازی کرد.
واگنر در نزدیکی کرول، اوهایو بزرگ شد و از دبیرستان کانال وینچستر فارغ‌التحصیل شد. از سال ۱۹۳۰، تحصیلات خود را در دانشگاه ایالتی اوهایو ادامه داد و در رشته گیاه‌شناسی تحصیل کرد. او در تحصیلاتش بسیار موفق بود و در سال دوم، بالاترین نمرات کلاس را به دست آورد. در سال ۱۹۳۳، با افتخار فارغ‌التحصیل شد و به عضویت انجمن سرافرازان انجمن فی بتا کاپا درآمد. با حمایت از سوی دانشکده تحصیلات تکمیلی دانشگاه ایالتی اوهایو، واگنر مدرک کارشناسی ارشد خود را در سال ۱۹۳۴ و دکتری را در سال ۱۹۳۶ دریافت کرد. پس از فارغ‌التحصیلی، او در سال ۱۹۳۷ به تحقیقات گیاهی پرداخت که با بودجه‌ای از شروین-ویلیامز تأمین شد. به دلیل تعصبات جنسیتی علیه زنان، به واگنر توصیه شد که تحقیقات خود را فقط با حروف اول نامش منتشر کند. به همین دلیل، پایان‌نامه او با عنوان تأثیرات برخی حشره‌کش‌ها و مواد بی‌اثر بر نرخ تعرق گیاهان لوبیا که در سال ۱۹۳۹ منتشر شد، تحت نام E. C. Wagner به چاپ رسید.

### کار در زمینه ژنتیک (۱۹۴۴–۱۹۶۶)

مگس سرکه

در سال ۱۹۴۴، واگنر در کالج واسر در پوکیپسی، نیویورک به‌عنوان استادیار علوم گیاهی مشغول به کار شد. در سال ۱۹۴۵، به دلاوار (اوهایو) نقل مکان کرد و در دانشگاه وسلین اوهایو گیاه‌شناسی تدریس کرد. در ۲۰ اوت ۱۹۴۶، او و شلدون رید که همچنان با یکدیگر در ارتباط بودند، ازدواج کردند. در آن زمان، او استادیار زیست‌شناسی در دانشگاه هاروارد بود. پس از ازدواج، این زوج در کمبریج (ماساچوست) زندگی می‌کردند و هر دو در هاروارد کار می‌کردند. آن‌ها از همان زمان شروع به همکاری تحقیقاتی کردند و از آن پس به‌طور مشترک مقالاتی منتشر نمودند. اولین پروژه مشترک آن‌ها که به گونه‌زایی مگس‌ها می‌پرداخت، در مارس ۱۹۴۸ با عنوان تفاوت‌های مورفولوژیکی و مشکلات گونه‌زایی در مگس سرکه منتشر شد. در همان ماه، رید دخترشان، کاترین، را به دنیا آورد. زمانی که مقاله منتشر شد، خانواده به مینیاپولیس نقل مکان کرده بودند، جایی که شلدون در سال ۱۹۴۷ مدیر مؤسسه ژنتیک انسانی دایت در دانشگاه مینه‌سوتا شده بود.
با اینکه رید از سال ۱۹۴۷ تا ۱۹۶۶ در مؤسسه دایت میز کاری داشت، به دلیل قوانین منع خویشاوندسالاری، هرگز در این مؤسسه موقعیت آکادمیکی به او داده نشد. ارتباط رسمی او با دانشگاه مینه‌سوتا بود. با این حال، او همچنان به همکاری با شلدون و انتشار مقالات در زمینه ژنتیک ادامه داد. دو مقاله بعدی آن‌ها، انتخاب طبیعی در جمعیت‌های آزمایشگاهی مگس سرکه (۱۹۴۸) و انتخاب طبیعی در جمعیت‌های آزمایشگاهی مگس سرکه II: رقابت بین ژن چشم سفید و آلل وحشی آن (۱۹۵۰)، بر روی مگس سرکه و انتخاب طبیعی تمرکز داشت. این مطالعات در توسعه رویکردهای نظری و روش‌شناختی جدید، از جمله استفاده از تحلیل آماری و مقایسه تفاوت‌های جزئی، برای مطالعه فرایند گونه‌زایی نقش مهمی داشت. به‌عنوان یکی از پیشگامان در کار بر روی ژنتیک مگس سرکه، رید از معدود زنانی بود که در ایجاد و استانداردسازی فرآیندهای مطالعه تکامل گونه‌ها مشارکت داشت.
از سال ۱۹۵۰، خانواده رید از مطالعه مگس‌ها به ژنتیک انسانی تغییر جهت دادند و آثاری مشترک در زمینه کم‌توانی ذهنی منتشر کردند. در ژوئن ۱۹۵۱، پسرشان ویلیام به دنیا آمد. بسیاری از مطالعات آن‌ها، مانند پژوهش پیگیری‌شده در سال ۱۹۵۸ روی ساکنان سابق مدرسه آزمایشی مینه‌سوتا برای کم‌توانان ذهنی در فریبلت، مینه‌سوتا، و مطالعه‌ای در سال ۱۹۶۲ دربارهٔ هوش، بر روی خانواده‌ها تمرکز داشتند و تلاش می‌کردند مشخص کنند که آیا برخی ویژگی‌ها دارای منشأ ژنتیکی هستند. آن‌ها به طرفداران مشاوره ژنتیک تبدیل شدند و به مطالعه ژن‌های والدین پرداختند تا منشأ احتمالی ناهنجاری مادرزادی یا بیماری‌های کودکان را تعیین کنند، با این هدف که بتوانند این اختلالات را درک کرده و کاهش دهند. شناخته‌شده‌ترین کتاب مشترک آن‌ها که رید به‌عنوان نویسنده اصلی در آن ذکر شد، کم‌توانی ذهنی: یک مطالعه خانوادگی بود که در سال ۱۹۶۵ منتشر شد.